# Pidonia tsuyukii
Pidonia tsuyukii är en skalbaggsart som beskrevs av Mikio Kuboki 1994. Pidonia tsuyukii ingår i släktet Pidonia och familjen långhorningar. Inga underarter finns listade i Catalogue of Life.